# Нагороди ФІФА для найкращих 2023
9-ма церемонія вручення нагород премії «The Best FIFA Football Awards»

15 січня 2024
 Лондон, Англія
Ведучі: Тьєррі Анрі і Решмін Чоудхурі
Найкращий футболіст світу: 

 Ліонель Мессі
Найкраща футболістка світу: 

 Айтана Бонматі
Найкращий воротар світу:
 
 Едерсон
Найкраща воротарка світу:
 
 Мері Ерпс
Найкращий тренер світу:
 
 Жузеп Гвардіола
Найкращий тренер жіночих команд світу:
 
 Саріна Вігман
Нагорода імені Ференца Пушкаша:
 
 Гільєрме Мадруга
Спеціальна нагорода:
 
 Марта
< 2022 Церемонії вручення 2024 >
Нагороди ФІФА для найкращих 2023 (англ. The Best FIFA Football Awards 2023) — восьма щорічна церемонія вручення нагороди найкращим футболістам і тренерам, яка вручається керівним органом ФІФА. Відбулася 15 січня 2024 року в Лондоні, Англія

## Переможці та номінанти

### Найкращий футболіст світу
14 вересня 2023 року було обрано дванадцять гравців. Трьох фіналістів було оголошено 14 грудня 2023 року.
Ліонель Мессі виграв нагороду, набравши 48 очок.
Критеріями відбору гравців і тренерів серед чоловіків були відповідні досягнення за період з 19 грудня 2022 року по 20 серпня 2023 року.
| Місце          | Гравець           | Клуб(и)                               | Збірна     | Очок      |
| Фіналісти      | Фіналісти         | Фіналісти                             | Фіналісти  | Фіналісти |
| -------------- | ----------------- | ------------------------------------- | ---------- | --------- |
| 1              | Ліонель Мессі     | - Парі Сен-Жермен - Інтер (Маямі)     | Аргентина  | 48*       |
| 2              | Ерлінг Голанн     | Манчестер Сіті                        | Норвегія   | 48        |
| 3              | Кіліан Мбаппе     | Парі Сен-Жермен                       | Франція    | 35        |
| Інші кандидати |                   |                                       |            |           |
| 4              | Кевін Де Брейне   | Манчестер Сіті                        | Бельгія    | 32        |
| 5              | Віктор Осімген    | Наполі                                | Нігерія    | 24        |
| 6              | Родрі             | Манчестер Сіті                        | Іспанія    | 24        |
| 7              | Хуліан Альварес   | Манчестер Сіті                        | Аргентина  | 21        |
| 8              | Бернарду Сілва    | Манчестер Сіті                        | Португалія | 18        |
| 9              | Ілкай Гюндоган    | - Манчестер Сіті - Барселона          | Німеччина  | 13        |
| 10             | Хвіча Кварацхелія | Наполі                                | Грузія     | 7         |
| 11             | Марцело Брозович  | - Інтернаціонале - Ан-Наср (Ер-Ріяд)  | Хорватія   | 7         |
| 12             | Деклан Райс       | - Вест Гем Юнайтед - Арсенал (Лондон) | Англія     | 1         |

1. ↑    - Відповідно до Правил розподілу (ст. 12), Ліонель Мессі виграв нагороду на основі голосів, поданих капітанами чоловічих національних збірних.

### Найкращий воротар світу
14 вересня 2023 року було обрано п'ятьох гравців Трьох фіналістів було оголошено 12 грудня 2023 року.
Едерсон виграв нагороду, набравши 23 очки.
| Ранг           | Воротар               | Клуб                             | Національність | Очки      |
| Фіналісти      | Фіналісти             | Фіналісти                        | Фіналісти      | Фіналісти |
| -------------- | --------------------- | -------------------------------- | -------------- | --------- |
| 1              | Едерсон               | Манчестер Сіті                   | Бразилія       | 23        |
| 2              | Тібо Куртуа           | Реал Мадрид                      | Бельгія        | 20        |
| 3              | Яссін Буну            | Севілья Аль-Гіляль               | Марокко        | 16        |
| Інші кандидати |                       |                                  |                |           |
| 4              | Андре Онана           | Інтернаціонале Манчестер Юнайтед | Камерун        | 8         |
| 5              | Марк-Андре тер Штеґен | Барселона                        | Німеччина      | 5         |

### Найкращий тренер світу
14 вересня 2023 року було обрано п'ятьох тренерів. Трьох фіналістів було оголошено 13 грудня 2023 року.
Жузеп Гвардіола отримав нагороду, набравши 28 очок.
| Ранг           | Тренер           | Команда                  | Голоси    |           |
| Фіналісти      | Фіналісти        | Фіналісти                | Фіналісти | Фіналісти |
| -------------- | ---------------- | ------------------------ | --------- | --------- |
| 1              | Жузеп Гвардіола  | Манчестер Сіті           | 28        |           |
| 2              | Сімоне Інзагі    | Інтернаціонале           | 18        |           |
| 3              | Лучано Спаллетті | Наполі · Італія          | 11        |           |
| Інші кандидати |                  |                          |           |           |
| 4              | Хаві             | Барселона                | 11        |           |
| 5              | Анге Постекоглу  | Селтік Тоттенгем Готспур | 4         |           |

### Найкраща футболістка світу
14 вересня 2023 року спочатку було обрано сім гравчинь. Трьох фіналісток було оголошено 12 грудня 2023 року.
Айтана Бонматі виграла нагороду, набравши 52 бали.
Критеріями відбору у жіночих номінаціях були відповідні досягнення за період з 1 серпня 2022 року по 20 серпня 2023 року.
| №               | Гравчиня         | Клуб                           | Національність | Голоси     |
| Фіналістки      | Фіналістки       | Фіналістки                     | Фіналістки     | Фіналістки |
| --------------- | ---------------- | ------------------------------ | -------------- | ---------- |
| 1               | Айтана Бонматі   | Барселона                      | Іспанія        | 52         |
| 2               | Лінда Кайседо    | - Депортіво Калі - Реал Мадрид | Колумбія       | 40         |
| 3               | Дженніфер Ермосо | Пачука                         | Іспанія        | 36         |
| Інші кандидатки |                  |                                |                |            |
| 4               | Сальма Паралуело | Барселона                      | Іспанія        | 32         |
| 5               | Сем Керр         | Челсі                          | Австралія      | 32         |
| 6               | Лорен Джеймс     | Челсі                          | Англія         | 18         |
| 7               | Рейчел Дейлі     | Астон Вілла                    | Англія         | 15         |
| 8               | Хіната Міядзава  | Майнаві Сендай                 | Японія         | 13         |
| 9               | Кіра Волш        | - Манчестер Сіті - Барселона   | Англія         | 11         |
| 10              | Кадідіату Діані  | Парі Сен-Жермен                | Франція        | 10         |
| 11              | Мапі Леон        | Барселона                      | Іспанія        | 10         |
| 12              | Алекс Грінвуд    | Манчестер Сіті                 | Англія         | 5          |
| 13              | Ліндсі Горан     | Ліон                           | США            | 2          |
| 14              | Мері Фаулер      | Манчестер Сіті                 | Австралія      | 0          |
| 15              | Аманда Ілестедт  | Парі Сен-Жермен                | Швеція         | 0          |
| 16              | Кейтлін Фурд     | Арсенал                        | Австралія      | 0          |

### Найкраща воротарка світу
4 вересня 2023 року було обрано сім гравчинь. Трьох фіналісток було оголошено 12 грудня 2023 року.
Мері Ерпс виграла нагороду, набравши 28 очок.
| №               | Гравець           | Клуб              | Національність | Очки       |
| Фіналістки      | Фіналістки        | Фіналістки        | Фіналістки     | Фіналістки |
| --------------- | ----------------- | ----------------- | -------------- | ---------- |
| 1               | Мері Ерпс         | Манчестер Юнайтед | Англія         | 28         |
| 2               | Ката Коль         | Барселона         | Іспанія        | 14         |
| 3               | Маккензі Арнольд  | Вест Гем Юнайтед  | Австралія      | 12         |
| Інші кандидатки |                   |                   |                |            |
| 4               | Зечира Мушович    | Челсі             | Швеція         | 10         |
| 5               | Сандра Паньйос    | Барселона         | Іспанія        | 5          |
| 6               | Крістіан Ендлер   | Ліон              | Чилі           | 2          |
| 7               | Анн-Катрін Бергер | Челсі             | Німеччина      | 1          |

### Найкращий тренер жіночих команд світу
Шість тренерів були спочатку відібрані 14 вересня 2023 року. Трьох фіналістів було оголошено 13 грудня 2023 року.
Нагороду здобула Саріна Вігман, набравши 28 очок.
| №              | Тренер            | Команда   | Голоси    |
| Фіналісти      | Фіналісти         | Фіналісти | Фіналісти |
| -------------- | ----------------- | --------- | --------- |
| 1              | Саріна Вігман     | Англія    | 28        |
| 2              | Емма Гейс         | Челсі     | 18        |
| 3              | Хонатан Хіральдес | Барселона | 14        |
| Інші кандидати |                   |           |           |
| 4              | Петер Герхардссон | Швеція    | 7         |
| 5              | Тоні Густавссон   | Австралія | 5         |

### Нагорода імені Ференца Пушкаша
22 вересня 2023 року було оголошено одинадцять гравців, які спочатку увійшли до короткого списку нагородження. 14 грудня 2023 року було оголошено трьох фіналістів.
Гільєрме Мадруга отримав нагороду, набравши 22 очки.
| Місце          | Гравець          | Матч                                        | Змагання                         | Дата            | Очок          |
| The finalists  | The finalists    | The finalists                               | The finalists                    | The finalists   | The finalists |
| -------------- | ---------------- | ------------------------------------------- | -------------------------------- | --------------- | ------------- |
| 1              | Гільєрме Мадруга | Греміо Новурізонтіно — Ботафогу-СП          | Серія B 2023                     | 27 червня 2023  | 22            |
| 2              | Нуну Сантуш      | Спортінг (Лісабон) — Боавішта (Порту)       | Прімейра-ліга 2022/23            | 12 березня 2023 | 18            |
| 3              | Хуліо Енсісо     | Брайтон енд Гоув Альбіон — Манчестер Сіті   | Прем'єр-ліга 2022/23             | 24 May 2023     | 17            |
| Інші кандидати |                  |                                             |                                  |                 |               |
| Без рейтингу   | Альваро Барреаль | Цинциннаті — Піттсбург Рівергаундз          | Відкритий кубок США 2023         | 6 червня 2023   | N/A           |
| Без рейтингу   | Лінда Кайседо    | Колумбія — Німеччина                        | Чемпіонат світу серед жінок 2023 | 30 липня 2023   | N/A           |
| Без рейтингу   | Кан Сон Чжин     | Йорданія — Південна Корея                   | Юнацький (U-20) кубок Азії       | 5 березня 2023  | N/A           |
| Без рейтингу   | Сем Керр         | Австралія — Англія                          | Чемпіонат світу серед жінок 2023 | 16 серпня 2023  | N/A           |
| Без рейтингу   | Бріан Лосано     | Атлас (Гвадалахара) — Клуб Америка (Мехіко) | Ліга MX 2022/23                  | 26 лютого 2023  | N/A           |
| Без рейтингу   | Іван Моранте     | Ібіса — Бургос                              | Сегунда Дивізіон 2022/23         | 25 березня 2023 | N/A           |
| Без рейтингу   | Асхат Тагиберген | Казахстан — Данія                           | Кваліфікація Євро-2024           | 26 березня 2023 | N/A           |
| Без рейтингу   | Біа Занератто    | Бразилія — Панама                           | Чемпіонат світу серед жінок 2023 | 24 липня 2023   | N/A           |

### Нагорода вболівальників
Нагорода відзначає найкращі моменти чи жести вболівальників із серпня 2022 року до грудня 2023 року, незалежно від чемпіонату, статі чи національності. Шорт-лист був складений комісією експертів ФІФА.
Уго Даніель «Тото» Інігес, фан «Колона», переміг, набравши 264 591 зареєстрований голос.
| Місце     | Фанати                                    | Матч | Голоси    | %         |
| Номінанти | Номінанти                                 | Номінанти | Номінанти | Номінанти |
| --------- | ----------------------------------------- | --- | --------- | --------- |
| 1         | Уго Даніель «Тото» Інігес, фанат «Колона» | Телевізійні камери зафіксували вболівальника «Колона», який тримав на руках свого сина, годуючи його пляшкою під час матчу аргентинського вищого дивізіону проти Барракас Сентраль. Зворушлива сцена відобразила бажання вболівальника розпалити пристрасть до клубу у своєму сині з самого раннього віку.                                | 264 591   | 36.5 %    |
| 2         | Мігель Анхель, фанат «Мільйонаріоса»      | Колумбійський хлопець, який був великим уболівальником «Мільйонаріоса», виконав своє останнє бажання перед евтаназією через невідому хворобу. Напередодні смерті фанатичний уболівальник познайомився з членами першої команди перед поєдинком чемпіонату проти Альянса Петролера.                                                        | 253 167   | 35 %      |
| 3         | Френ Херндалл                             | Ведучи футбольний м’яч у середньому 32 км на день протягом 32 днів від Голд-Косту до Сіднея, Френ Херндалл взяла на себе завдання, яке мало на меті надихнути жінок і дівчат у спорті сміливо мріяти та реалізувати свій потенціал на всіх рівнях, а її пробіг на 1000 км збирав гроші для благодійної організації Women Sport Australia. | 206 553   | 28.5 %    |

### Премія за чесну гру Fair Play
| Переможець | Команда | Причина |
| ---------- | --- | ------- |
| Бразилія   | У товариському матчі проти збірної Гвінеї в червні 2023 року Бразилія замінила свої традиційні жовті майки на повністю чорну форму в антирасистській заяві. |         |

### Спеціальна нагорода ФІФА
Додаткова нагорода була вручена колишній бразильській футболістці Марті, щоб відзначити її роль і внесок у футбольний спорт. ФІФА також оголосила про запровадження нової нагороди, починаючи з 2025 року, щоб відзначити її досягнення та роль у жіночому футболі. Найкращий гол, забитий у жіночому футболі, отримає премію «Марта».
| Переможець | Причина                                          |
| ---------- | ------------------------------------------------ |
| Марта      | Особливе визнання за її роль у жіночому футболі. |

### Збірна футболістів ФІФА
| Гравець             | Клуб            |
| Воротар             | Воротар         |
| ------------------- | --------------- |
| Тібо Куртуа         | Реал Мадрид     |
| Захисники           |                 |
| Кайл Вокер          | Манчестер Сіті  |
| Рубен Діаш          | Манчестер Сіті  |
| Джон Стоунз         | Манчестер Сіті  |
| Півзахисники        |                 |
| Бернарду Сілва      | Манчестер Сіті  |
| Кевін Де Брейне     | Манчестер Сіті  |
| Джуд Беллінгем      | Реал Мадрид     |
| Нападники           |                 |
| Вінісіус Жуніор     | Реал Мадрид     |
| Ерлінг Браут Голанн | Манчестер Сіті  |
| Кіліан Мбаппе       | Парі Сен-Жермен |
| Ліонель Мессі       | Інтер (Маямі)   |

Інші номінанти
| Гравець              | Клуб                                     |
| Воротарі             | Воротарі                                 |
| -------------------- | ---------------------------------------- |
| Аліссон Беккер       | Ліверпуль                                |
| Еміліано Мартінес    | Астон Вілла                              |
| Захисники            |                                          |
| Альфонсо Дейвіс      | Баварія (Мюнхен)                         |
| Йошко Гвардіол       | РБ Лейпциг                               |
| Тео Ернандес         | Мілан                                    |
| Антоніо Рюдігер      | - Челсі - Реал Мадрид                    |
| Тіагу Сілва          | Челсі                                    |
| Півзахисники         |                                          |
| Лука Модрич          | Реал Мадрид                              |
| Енцо Фернандес       | - Рівер Плейт - Бенфіка - Челсі          |
| Гаві                 | Барселона                                |
| Педрі                | Барселона                                |
| Федеріко Вальверде   | Реал Мадрид                              |
| Нападники            |                                          |
| Роберт Левандовський | - Баварія (Мюнхен) - Барселона           |
| Неймар               | - Парі Сен-Жермен - Аль-Гіляль (Ер-Ріяд) |
| Кріштіану Роналду    | - Манчестер Юнайтед - Ан-Наср (Ер-Ріяд)  |

### Збірна футболісток ФІФА
Короткий список із 23 футболісток було оголошено 3 січня 2024 року.
| Гравчиня       | Клуб                          |
| Воротарка      | Воротарка                     |
| -------------- | ----------------------------- |
| Мері Ерпс      | Манчестер Юнайтед             |
| Захисниці      |                               |
| Люсі Бронз     | Барселона                     |
| Ольга Кармона  | Real Madrid                   |
| Алекс Грінвуд  | Манчестер Сіті                |
| Півзахисниці   |                               |
| Айтана Бонматі | Барселона                     |
| Елла Тун       | Manchester United             |
| Кіра Волш      | Барселона                     |
| Нападниці      |                               |
| Лорен Джеймс   | Челсі                         |
| Сем Керр       | Челсі                         |
| Алекс Морган   | Сан-Дієго Вейв                |
| Алессія Руссо  | - Манчестер Юнайтед - Арсенал |

Інші номінанти
| Гравчиня          | Клуб                        |
| Воротарка         | Воротарка                   |
| ----------------- | --------------------------- |
| Маккензі Арнольд  | Вест Гем Юнайтед            |
| Алісса Ніхер      | Чикаго Ред Старз            |
| Захисниці         |                             |
| Аманда Ілестедт   | - Парі Сен-Жермен - Арсенал |
| Ешлі Лоуренс      | - Парі Сен-Жермен - Челсі   |
| Мапі Леон         | Барселона                   |
| Ірен Паредес      | Барселона                   |
| Півзахисниці      |                             |
| Клаудія Піна      | Барселона                   |
| Фрідоліна Рольфьо | Барселона                   |
| Джорджія Стенвей  | Баварія                     |
| Нападниці         |                             |
| Дженніфер Ермосо  | - Пачука - Тігрес УАНЛ      |
| Сальма Паралуело  | Барселона                   |
| Александра Попп   | Вольфсбург                  |

## External links
- Офіційний сайт (англ.)